# Mustapha Adib

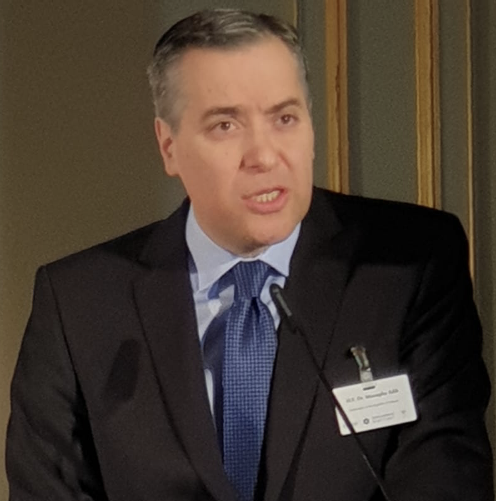
Mustapha Adib, 2019

Mustapha Adib Abdul-Wahed (arabisch مصطفى أديب, DMG Muṣṭafā Adīb, * 30. August 1972 in Tripoli) ist ein libanesischer Rechtswissenschaftler und Diplomat. Vom 31. August 2020 bis zum 26. September 2020 war er designierter Ministerpräsident des Libanon. Adib gilt als enger Vertrauter des früheren Regierungschefs Nadschib Miqati.

## Leben
Adib studierte Politikwissenschaft an der Universität Montpellier und lehrte nach seiner Promotion in Rechts- und Politikwissenschaften Verfassungs- und internationales öffentliches Recht sowie internationale Beziehungen an verschiedenen Universitäten in Libanon und Frankreich. Ab 2000 war er Professor für Verfassungsrecht, Völkerrecht, politische Parteien und Lobbys, Internationale Beziehungen und Politikwissenschaft an der Libanesischen Universität.
Von 2000 bis 2004 arbeitete er als Berater des libanesischen Ministers für öffentliche Arbeiten und Transport, Nadschib Miqati.
2004 wurde er Präsident des Zentrums für strategische Studien für den Nahen Osten (CESMO) und betrieb Studien für das Generic Center for Civilian Control of Armed Forces der Vereinten Nationen. Außerdem lehrte er als Gastprofessor für Geopolitik an der Universität Poitiers und war in dieser Zeit Co-Direktor des bi-universitären Master-Studiengangs „Administration territoriale“ der Universität Montpellier und der Université Libano-Francaise.
2011 ernannte Nadschib Miqati, inzwischen Premierminister, Mustapha Adib zum Kabinettschef. Bereits zuvor, 2005 bis 2006, hatte er den Premierminister im Sonderkomitee zur Erarbeitung des neuen Wahlrechts vertreten. Ab dem 18. Juli 2013 war er Botschafter des Libanon in Deutschland und Doyen des arabischen diplomatischen Korps.

## Versuch der Regierungsbildung
Nachdem Adibs Nominierung zum neuen Ministerpräsidenten des Landes von den Ex-Premierministern Saad Hariri, Fouad Siniora, Najib Miqati, Tammam Salam und von der libanesischen Partei Zukunftsbewegung gebilligt worden war, wurde er am 30. August 2020 ernannt und am darauf folgenden Tag gewählt. Sein Amtsvorgänger Hassan Diab war nach der Explosionskatastrophe in Beirut, im Zuge der anhaltenden Wirtschaftskrise im Libanon und der gleichfalls fortdauernden Proteste im Libanon zurückgetreten.
Am 26. September 2020 trat der designierte Premierminister Mustafa Adib, fast einen Monat nach seiner Ernennung zum Kabinettschef, zurück. Laut libanesischen Regierungskreisen ist der Hauptgrund für den Rücktritt Adibs der Streit zwischen libanesischen Parteien um die Besetzung des Amtes des Finanzministers.